# Ghencea

Ghencea ist ein Stadtteil im Westen der rumänischen Hauptstadt Bukarest, der zu den Sektoren 5 und 6 gehört. Er ist vor allem für das Stadionul Steaua und den Ghencea-Friedhof bekannt.

## Geographie
Ghencea liegt am südwestlichen Stadtrand Bukarests, angrenzend an die Stadtteile Drumul Taberei, Rahova und 13. Septembrie. Im Westen bildet die Straße Prelungirea Ghencea die Verbindung zur Vorstadt Bragadiru und zur Ausfallstraße Drum național 6.

## Geschichte
Der Name Ghencea geht möglicherweise auf einen osmanischen General albanischer Abstammung namens Ghenciaga zurück, der die Fürstengarde im 18. Jahrhundert anführte. Auf seinem Anwesen stand ursprünglich eine Kirche (Biserica Ghencei). Die Gegend war ursprünglich landwirtschaftlich geprägt. Die urbane Entwicklung begann in der sozialistischen Ära, insbesondere in den 1960er- und 1970er-Jahren, als großflächige Wohnblöcke errichtet wurden. Ghencea wurde zu einem typischen Arbeiterwohnviertel mit großformatigen Plattenbauten aus Betonfertigteilen (blocuri). Die Nähe zu Fabrikanlagen im Westen der Stadt begünstigte den Ausbau. Seit den 1930er-Jahren befindet sich in dem Stadtteil das Gefängnis Ghencea, welches nach einer Umstrukturierung in den 1990er Jahren als Haftanstalt weitergeführt wird.

## Infrastruktur

### Verkehr
Ghencea ist durch mehrere Buslinien der Societatea de Transport București angebunden. Eine direkte Straßenbahnanbindung besteht derzeit nicht, obwohl die Linie 41 in der Nähe endet. Die Straße Prelungirea Ghencea ist häufig überlastet; ein Ausbau ist seit Jahren in Planung.

### Bildung, Gesundheit und Kultur
Im Stadtteil existieren mehrere Schulen und Kindergärten sowie kleinere Gesundheitszentren. Größere medizinische Einrichtungen befinden sich in benachbarten Vierteln. Neben Sportstätten und Parks gibt es einen Wochenmarkt sowie gastronomische Angebote.

## Sehenswürdigkeiten

### Stadionul Steaua
Das Stadionul Steaua wurde 2021 als Heimstätte des CSA Steaua Bukarest neu eröffnet und fasst rund 31.000 Zuschauer. Der Vorgängerbau war Schauplatz zahlreicher sportlicher Höhepunkte, insbesondere in den 1980er Jahren.

### Ghencea-Friedhof
Die Friedhöfe Ghencea I und II sind bekannte Begräbnisstätten Bukarests. Auf dem Friedhof Ghencea II wurde das Ehepaar Nicolae und Elena Ceaușescu nach ihrer Hinrichtung 1989 beigesetzt.